# Rollins College

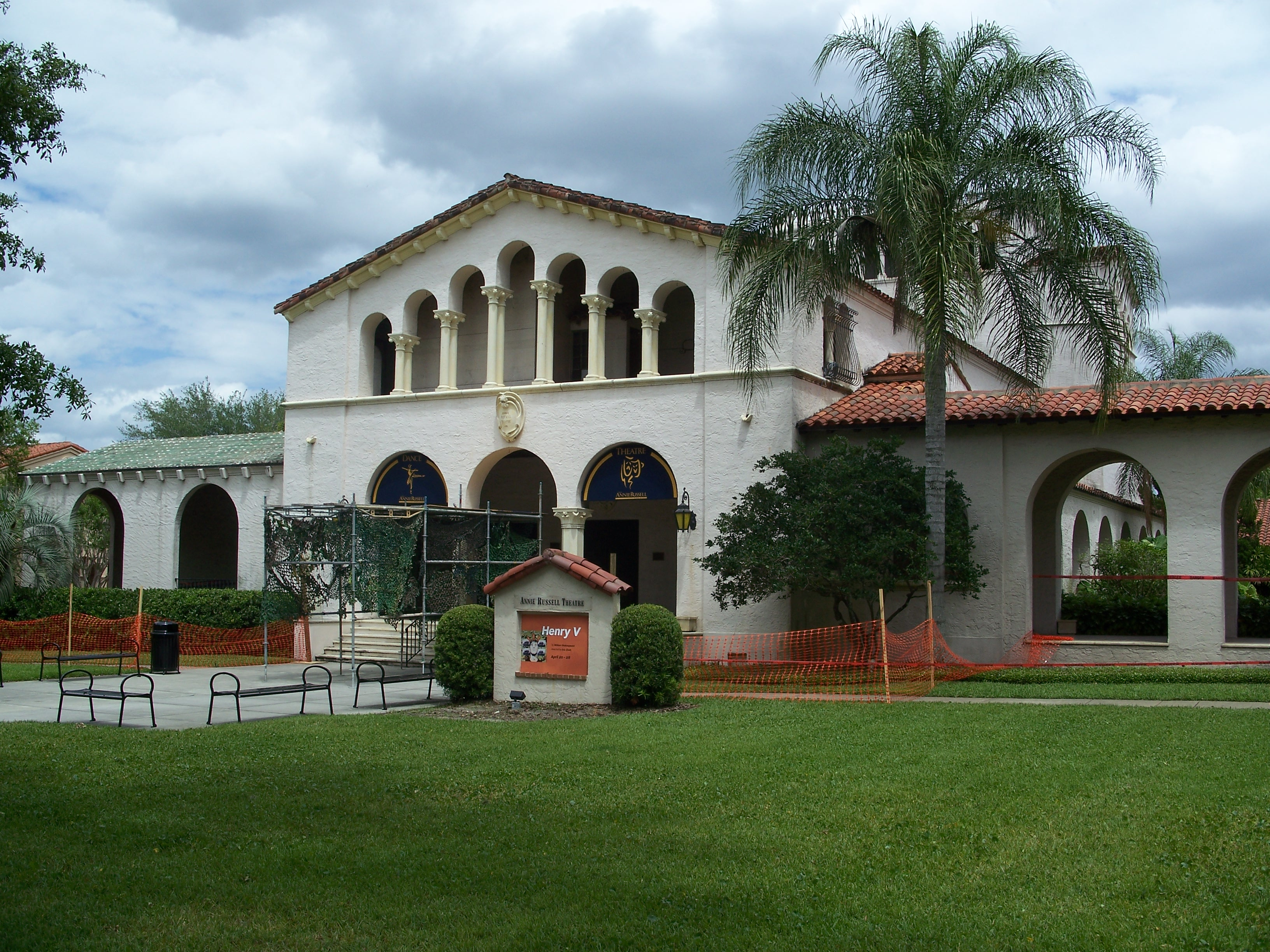
Annie Russel Theatre des Rollins College, 2007

Das Rollins College ist ein Liberal-Arts-College in Winter Park, Florida.
Gegründet 1885 von Kongregationalisten aus Neuengland ist es die älteste Universität Floridas. Das College bietet auch eine Universitätsausbildung für Erwachsene sowie einen MBA an.

## Zahlen zu den Studierenden, den Dozenten und zum Vermögen

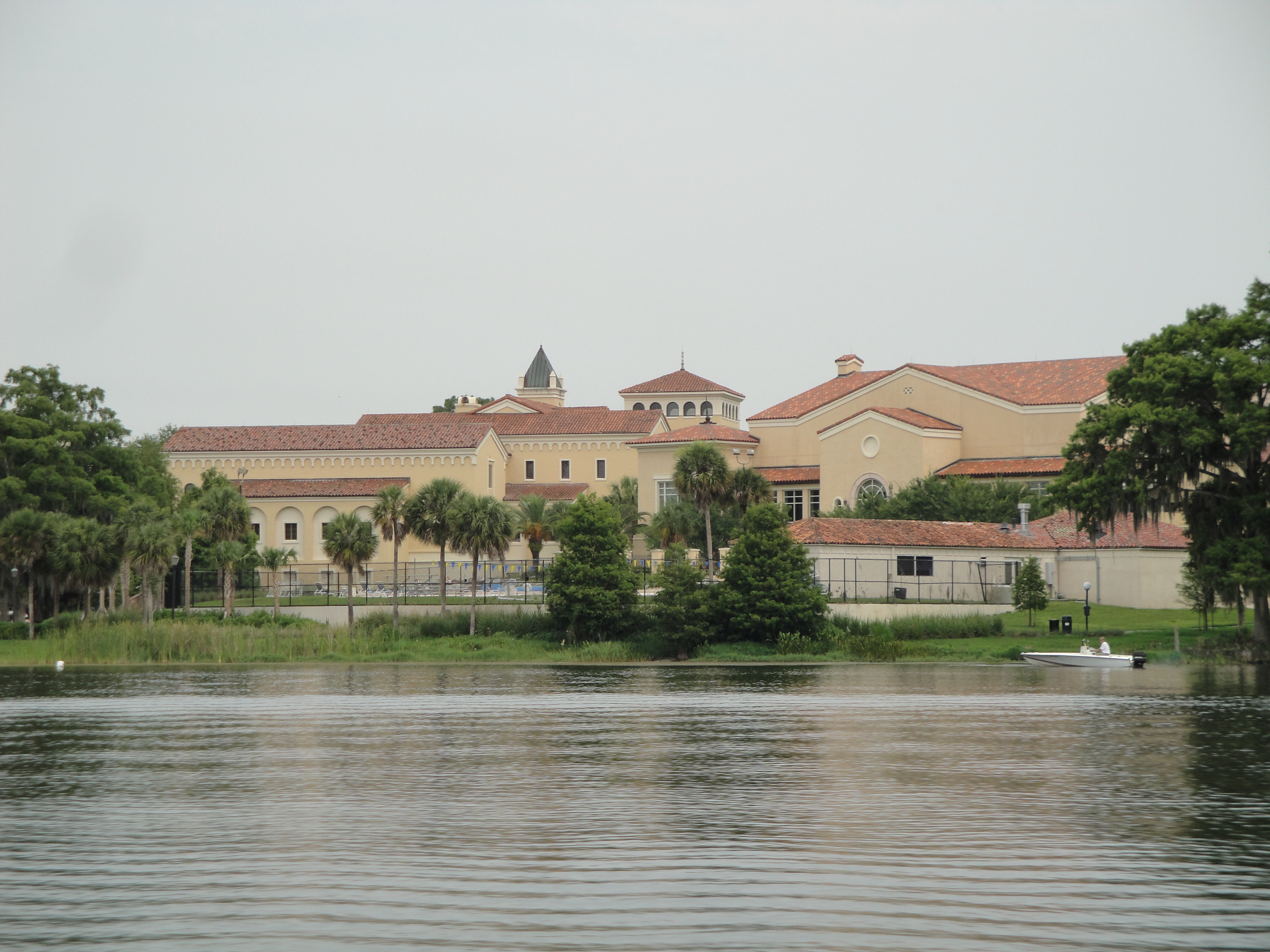
Gebäude des Rollins College

Im Herbst 2021 waren 3.057 Studierende am Rollins College eingeschrieben. Davon strebten 2.510 (82,1 %) ihren ersten Studienabschluss an, sie waren also undergraduates. Von diesen waren 60 % weiblich und 40 % männlich; 4 % bezeichneten sich als asiatisch, 5 % als schwarz/afroamerikanisch, 19 % als Hispanic/Latino und 57 % als weiß. 547 (17,9 %) arbeiteten auf einen weiteren Abschluss hin, sie waren graduates. Es lehrten 294 Dozenten an der Universität, davon 220 in Vollzeit und 74 in Teilzeit.
Der Wert des Stiftungsvermögens des Colleges lag 2021 bei 467,6 Mio. US-Dollar und damit 28,0 % höher als im Jahr 2020, in dem es 365,3 Mio. US-Dollar betragen hatte.

## Sport
Die Sportteams, die Tars, treten seit 1975 in der Sunshine State Conference an. Das Frauengolfteam gewann 1974 die US-Meisterschaften der Association for Intercollegiate Athletics for Women.

## Sonstiges
Mit dem Rollins Museum of Art, bis 2021 Cornell Museum of Fine Arts genannt, befindet sich ein Kunstmuseum auf dem Universitätsgelände. In seinem Bestand befinden sich beispielsweise Drucke und Fotografien von Andy Warhol. Das College-Radio ist WPRK.